# قلعه گرمز
بقایای قلعه گرمز مربوط به دوره ساسانیان - سده‌های اولیه دوران‌های تاریخی پس از اسلام است و در شهرستان بهبهان، بخش مرکزی، دهستان حومه، روستای گرمز، ۲۰۰ متری جنوب شرقی روستای گرمز علیا واقع شده و این اثر در تاریخ ۱ مرداد ۱۳۸۶ با شمارهٔ ثبت ۱۹۲۳۶ به‌عنوان یکی از آثار ملی ایران به ثبت رسیده است.